# Ray Stevens (wrestler)
Carl Ray Stevens, maggiormente conosciuto con i ring name Ray "The Crippler" Stevens o Ray "Blond Bomber" Stevens (Point Pleasant, 5 settembre 1935 – Fremont, 3 maggio 1996), è stato un wrestler statunitense.
Il suo stile fu d'ispirazione per generazioni di lottatori heel che cercarono di emulare la sua abilità nel farsi odiare e aizzare il pubblico. Era celebre per l'utilizzo di due diverse mosse finali: il "Bombs Away" Knee Drop e il Piledriver. Stevens lottò sia come wrestler singolo sia nella divisione tag team con vari partner, conquistando numerosi titoli.
Nel 2006, è stato inserito nella Professional Wrestling Hall of Fame.

## Carriera

### Inizi
Stevens cominciò la sua quarantennale carriera nel wrestling nel 1950 all'età di 15 anni. Uno dei suoi mentori e amico era "Nature Boy" Buddy Rogers, ex NWA World Heavyweight Champion.
Stevens lottò sempre principalmente come heel, anche se occasionalmente effettuò qualche turn face. La sua mossa finale era il "Bombs Away" Knee Drop; Ray saliva sul sostegno e poi si lanciava atterrando con il ginocchio sulla gola dell'avversario. Uno dei suoi primi avversari più ricorrenti fu il celebre Gorgeous George. Fu proprio questa rivalità a rendere Stevens una stella da main event a soli 17 anni.
Ray Stevens lottò anche nella divisione tag team. Inizialmente si alleò con Don Fargo nel tag team Ray & Don Stevens. In aggiunta, il 6 agosto 1959, Stevens fece coppia con "Professor" Roy Shire negli Shire Brothers (con il ring name Ray Shire) per vincere l'NWA World Tag Team Championship da Dick the Bruiser e Angelo Poffo. Gli Shire Brothers furono coinvolti in molti celebri angle dell'epoca fino a quando Roy lasciò per diventare un promoter della Big Time Wrestling di San Francisco.
Alla fine degli anni cinquanta, Ray Stevens si spostò in California.

### Big Time Wrestling: San Francisco
Stevens, tornando a usare il suo vero nome, si trasferì nella Big Time Wrestling il 4 marzo 1961, dove restò coinvolto in un angle con Pepper Gomez e conquistò l'NWA United States Championship per nove volte e l'NWA World Tag Team Championship in tre occasioni. Durante la sua prima intervista televisiva nella Bay Area scioccò i fan definendo "cafoni" chi guarda il wrestling in tv e dicendo come San Francisco fosse un posto terribile nel quale vivere, aumentando così la sua reputazione da heel.
Nel 1962, la stazione televisiva KTVU, in collaborazione con il programma di wrestling del venerdì sera, condusse un sondaggio tra i fan californiani, e Ray Stevens fu dichiarato il wrestler più odiato, ma anche il più amato. Questo risultato mostrò chiaramente l'impatto avuto da Stevens sulla scena di San Francisco e la sua crescente popolarità presso fan.
Un match in particolare, svoltosi nel 1963, tra Gomez e Stevens portò a una conclusione inaspettata. Dopo un violento scambio di colpi, Gomez afferrò la campana del gong per colpire l'avversario alla testa. Apparentemente Gomez sottostimò il peso della campana, e quando colpì Stevens lo infortunò sul serio tramortendolo. Stevens fu trasportato all'ospedale senza aver ripreso conoscenza. Fortunatamente non riportò danni cerebrali e fu dimesso il giorno dopo. Il giornalista del San Francisco Examiner Jack Rosenbaum, riportando la notizia dell'incidente, scrisse un articolo dal titolo A Touch of Realism at the Cow Palace (in italiano "Un tocco di realismo al Cow Palace"), paragonando l'infortunio di Stevens alla caduta di un guerriero greco dei tempi antichi. Gomez fu multato di 5,000 dollari (una bella cifra per l'epoca) dalla California State Athletic Commission per l'accaduto. Da allora, gli incontri Stevens vs. Gomez ebbero sempre molto seguito.
Durante gli anni a San Francisco, Stevens sconfisse vari avversari di un certo livello, tra i quali "Cowboy" Bob Ellis, Karl Gotch, Pat O'Connor, Pepper Gomez, Kinji Shibuya, Bobo Brazil, Bruno Sammartino (per conteggio fuori dal ring), Pedro Morales, Dr. Big Bill Miller, Ernie "Big Cat" Ladd, Jose Lothario, e molti altri.
Nel 1965, in coppia con Pat Patterson nel tag team Blond Bombers, vinse l'NWA World Tag Team Championship. Stevens & Patterson ebbero due regni da campioni di coppia NWA e uno come campioni AWA World Tag Team. Nel 1969, dopo aver effettuato un turn face, Stevens cominciò un feud con l'ex partner Patterson.
Il 15 luglio 1967, Bruno Sammartino, WWWF World Heavyweight Champion, affrontò Stevens in un Two out of three falls match per il titolo a San Francisco. Stevens vinse il primo round schienando Sammartino; Sammartino lo costrinse a cedere per dolore pareggiando la contesa; e infine Stevens si aggiudicò il match vincendo per conteggio fuori dal ring. Dato che il regolamento WWWF non permetteva passaggi di titoli per count out, Bruno Sammartino rimase campione.

### American Wrestling Association & National Wrestling Alliance
Nel 1971, Stevens si trasferì nella American Wrestling Association (AWA), dove riscosse successo vincendo per quattro volte il titolo AWA World Tag Team Championship (tre volte con Nick Bockwinkel, una con Pat Patterson). Dopo di ciò, egli vinse tre titoli NWA World Tag Team nella Jim Crockett Promotions. Fu il 20 gennaio 1972 che Stevens & Nick Bockwinkel catturarono il primo titolo di coppia AWA World Tag Team Championship sconfiggendo Crusher Lisowski & Red Bastien a Denver, Colorado. A partire dal 1974, il manager della coppia fu Bobby Heenan.
Mentre lavorava in AWA nel 1972, Stevens lottò in un match trasmesso in televisione con un wrestler mascherato di nome Doctor X (Dick Beyer), che ebbe un finale controverso nel quale Beyer si "ruppe" (kayfabe) una gamba a causa della mossa finale di Stevens, "Bombs Away Knee Drop". L'incidente servì a motivare la partenza di Doctor X per un tour in Giappone dove doveva esibirsi come "The Destroyer", e causò la messa al bando della "Bombs Away" da parte dell'AWA. Fu poco tempo dopo questo match che Ray Stevens cominciò a non utilizzare più il soprannome "Blond Bomber" e divenne invece "The Crippler".
Nel 1976, Stevens & Bockwinkel erano ancora il tag team da battere, ma alcune frizioni all'interno della coppia ne approssimarono la fine. Un angle che coinvolse Heenan e Bockwinkel durante un promo, vide Stevens "tagliato fuori" prima di poter iniziare a parlare. Quando Bobby Heenan fu nominato "Manager of The Year" per il 1976 da una rivista di wrestling durante una puntata di AWA All-Star Wrestling, Bockwinkel aggredì Stevens. Questo accadde perché The Crippler aveva spinto Heenan, mentre Bockwinkel cercava di congratularsi con lui per il riconoscimento ricevuto; tuttavia, Stevens distrusse il trofeo dato a Heenan, e questo portò alla fine della coppia Stevens-Bockwinkel e a un conseguente feud tra i due a partire dal 1977.

### World Wrestling Federation

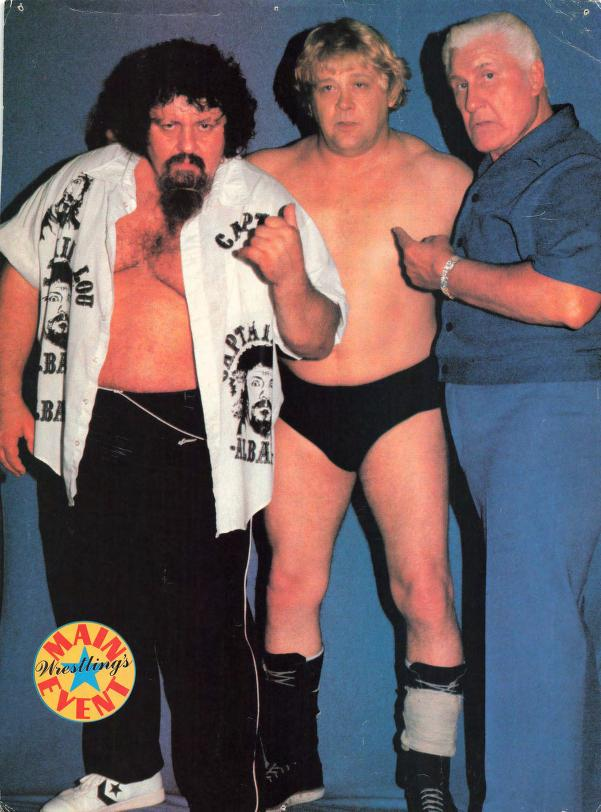
Capt. Lou Albano, Stevens e Freddie Blassie (1983)

In seguito, si trasferì alla World Wrestling Federation. In WWF, il suo manager era "Classy" Freddie Blassie. Nel 1982, Stevens e Captain Lou Albano si allearono per tradire Jimmy "Superfly" Snuka (Albano era il manager di Snuka). Questo angle vide The Crippler effettuare due piledriver consecutivi su Snuka sul pavimento in cemento dell'arena. A questo punto della sua carriera, i vari infortuni rimediati da Stevens cominciarono a farsi sentire, e insieme a problemi di salute, difficoltà nel mantenere una forma fisica ottimale, ed età avanzata, contribuirono a rendere vicino il suo ritiro dal ring.
Nel 1984, per breve tempo Stevens svolse anche la funzione di commentatore televisivo insieme a Vince McMahon.

### Carriera successiva e ritiro
Dopo aver lasciato la WWF, Stevens fece ritorno alla AWA, dove si alleò con Larry Zbyszko in un feud con Nick Bockwinkel, ora uno dei "buoni", per poi effettuare un turn face dopo che Zbyszko si rivoltò contro di lui. Si occupò anche della telecronaca di AWA Championship Wrestling su ESPN durante il match per il titolo AWA World Heavyweight tra Bockwinkel e Curt Hennig svoltosi a San Francisco il 2 maggio 1987 quando un'interferenza da parte di Zbyszko costò il titolo a Bockwinkel. Stevens e Bockwinkel protestarono presso la commissione AWA Championship riguardo al controverso finale dell'incontro, ma il risultato del match e il conseguente passaggio di cintura furono confermati pochi giorni dopo. Poco tempo dopo, Stevens ebbe una breve rivalità con Zbyszko prima di ritirarsi dal ring nel 1992, dopo 42 anni di combattimenti.
Una delle sue ultime apparizioni in video fu in occasione del ppv Slamboree 1994 della WCW, insieme ad altri grandi del passato.

## Vita privata
Nel 1952, Stevens si sposò con la lottatrice Theresa Theis. La coppia divorziò nel 1972.
Nel 1974 è apparso nel film Bestione superstar e nel 1978 in Taverna Paradiso, pellicola diretta da Sylvester Stallone.
Nel 1995, i sindaci di San Francisco e Oakland proclamarono congiuntamente il 5 aprile il "Ray Stevens Day".

## Morte
Il 3 maggio 1996, Stevens è deceduto a causa di un infarto nel sonno nella sua casa di Fremont, California.

## Personaggio

### Mosse finali
- Bombs Away (Knee Drop)
- Piledriver

### Soprannomi
- "Blond Bomber"
- "The Crippler"

### Manager
- Bobby Heenan

## Titoli e riconoscimenti
- American Wrestling Alliance
  - AWA United States Heavyweight Championship (7)
- American Wrestling Association
  - AWA World Tag Team Championship (4) - con Nick Bockwinkel (3) & Pat Patterson (1)
- Big Time Wrestling (San Francisco)
  - NWA United States Heavyweight Championship (San Francisco version) (2)
  - NWA World Tag Team Championship (San Francisco version) (5) - con Pat Patterson (2), Pepper Gomez (1), Peter Maivia (1), & Moondog Mayne (1)
  - Cow Palace Battle Royal (1969, 1972, 1980)[2]
- Cauliflower Alley Club
  - Other honoree (1995)
- Championship Wrestling from Florida
  - NWA Florida Tag Team Championship (2) - con Nick Bockwinkel (1) & Mike Graham (1)
  - NWA Florida Television Championship (2)
- Mid-Atlantic Championship Wrestling
  - NWA Mid-Atlantic Heavyweight Championship (1)
  - NWA World Tag Team Championship (Mid-Atlantic version) (3) - con Greg Valentine (1), Jimmy Snuka (1), & Ivan Koloff (1)
- Midwest Wrestling Association
  - MWA American Tag Team Championship  (1) - con Don Stevens
  - MWA Ohio Tag Team Championship (2) - con Don Stevens (1) & Ed Francis (1)
  - MWA World Junior Heavyweight Championship (1)
- National Wrestling Alliance
  - NWA Hall of Fame (Classe del 2013)[3]
- NWA Mid-Pacific Promotions
  - NWA United States Heavyweight Championship (Hawaii version) (1)
- NWA Mid-America
  - NWA Southern Junior Heavyweight Championship (3)
- NWA Western States Sports
  - NWA Brass Knuckles Championship (Amarillo version) (3)
- Professional Wrestling Hall of Fame
  - Classe del 2006 - Modern Era
- Pro Wrestling Illustrated
  - PWI Tag Team of the Year (1973) con Nick Bockwinkel
  - PWI Tag Team of the Year (1980) con Jimmy Snuka
- World Championship Wrestling (Australia)
  - IWA World Heavyweight Championship (2)
  - IWA World Tag Team Championship (1) - con Art Nelson
- World Wide Wrestling Federation
  - WWWF United States Heavyweight Championship (1)
- Wrestling Observer Newsletter
  - Wrestling Observer Newsletter Hall of Fame (Classe del 1996)